# Universidade de Díli
A Universidade de Díli (Tétum: Universidade Dili) ou UNDIL é uma universidade privada e filantrópica em Timor-Leste, que foi fundada em 2000 e começou a funcionar em 2002. .  A universidade é acreditada pelo Ministério da Educação de Timor-Leste, e faz parte da Associação das Universidades de Língua Portuguesa.  .

## História
Fundada em 2000,  também em sequência da independência do país, como Instituto Superior de Economia e Gestão Díli, tem suas origens na Sekolah Tinggi Ilmu Ekonomi (Escola Superior de Economia), criada na década de 1990, ainda durante a ocupação indonésia, tendo se inspirado no Instituto Superior de Economia e Gestão (ISEG), instituição portuguesa de ensino superior vinculada à Universidade de Lisboa. Desde então, ela contribui para a consolidação do ensino superior timorense .

## Estrutura
Situada em Mascarenhas, na cidade de Díli, de acordo com o Despacho Ministerial n.º 127/GM-MESCC/XII/2020, de 11 de dezembro de 2020, publicado pelo Ministério do Ensino Superior, Ciência e Cultura de Timor-Leste, ela está organizada em seis faculdades:
- Faculdade de Ciências de Educação (Fakuldade Siensia Edukasaun), com os cursos de licenciaturas em Língua Inglesa; (Bacharel em Educação; B.Ed)
- Faculdade de Ciências da Saúde (Fakuldade Siensias de Saude), com os cursos de bacharelatos em Emfermagem Geral e em Dentária e de licenciatura em Saúde Pública; (Bachelor of Medicine; B.M.)
- Faculdade de Ciência Política (Fakuldade Siensia Politika), com o curso de licenciatura em Relações Internacionais;  (Licenciatura Cientista politico: L.Cp)
- Faculdade de Direito (Fakuldade Direito), com o cursos de licenciatura em Direito e de mestrado em Direito; (Bacharel de Direito; L.LB)
- Faculdade de Economia (Fakuldade Ekonomia), com os cursos de licenciaturas de Contabilidade e de Gestão; (Bacharel em Economia; B.Ec, B.Econ)
- Faculdade de Engenharia (Fakuldade Enjiñária), com os cursos de licenciaturas de Engenharia de Petróleo e de Engenharia Industrial; (Bacharel em Engenharia; B.Eng)

A Universidade de Díli oferece 11 cursos de ensino superior, sendo 10 de graduação (primeiro ciclo) e um curso de pós-graduação (segundo ciclo), que é o mestrado em direito.

## Convênios
A UNDIL preserva uma forte cooperação com universidades portuguesas e indonésias, destacando-se as seguintes instituições de ensino superior:
- Universidade Nova de Lisboa (Portugal);
- Universidade de Aveiro (Aveiro, Portugal);
- Universidade Gadjah Mada (UGM), (Yogyakarta, Indonésia);
- Universidade Udayana (UNUD), (Denpasar, Indonésia);
- Universidade Nusa Cendana (UNDANA), (Kupang, Indonésia);
- Universidade Widya Gama (UWIGA), (Malang, Indonésia);
- Universidade Siliwangi (UNSIL), (Tasikmalaya, Indonésia);
- Universidade Padjajaran (UNPAD), (Bandung, Indonésia).

## Reitores
| Nome                           | Mandato           | Formação                                                |
| ------------------------------ | ----------------- | ------------------------------------------------------- |
| Lucas da Costa                 | 2000 a 2005       | Economia                                                |
| Arlindo Marçal                 | 2005 a 2008       | Teologia                                                |
| António Cardoso Caldas Machado | 2008 a 2012       | Letras (Lic. Língua Inglesa)                            |
| Estevão da Costa Belo          | 2013 a 2017       | Economia                                                |
| José Agostinho Belo            | 2018 a atualidade | Administração Pública (Lic. Ciência Política e Direito) |